# Valdenegrillos
Valdenegrillos es una localidad de la provincia de Soria, partido judicial de Soria, comunidad autónoma de Castilla y León, España. Pueblo de la comarca de  Tierras Altas que pertenece al municipio de San Pedro Manrique.

## Geografía
Esta pequeña población hoy casi despoblada de la comarca de Tierras Altas está ubicada en el norte de la provincia, en el límite con La Rioja bañado por el río Mayor en la vertiente mediterránea y afluente del río Alhama al sur de la sierra de Achena y al norte de la de Alcarama. Desde el punto de vista jerárquico de la Iglesia católica forma parte de la Diócesis de Osma la cual, a su vez, pertenece a la Archidiócesis de Burgos.

## Historia
En el siglo XVIII, la localidad era aldea de jurisdicción de la villa de San Pedro Manrique.
Para la administración eclesiástica, la localidad pertenecía a la diócesis de Calahorra, y al partido judicial de Ágreda para la administración de justicia.
A la caída del Antiguo Régimen la localidad se constituye en municipio constitucional en la región de Castilla la Vieja, partido de Ágreda  que en el censo de 1842 contaba con 18 hogares y  74 vecinos. Hacia mediados del siglo XIX, el lugar tenía unas 22 casas. La localidad aparece descrita en el decimoquinto volumen del Diccionario geográfico-estadístico-histórico de España y sus posesiones de Ultramar de Pascual Madoz de la siguiente manera:

VAL DE NEGRILLOS: l. con ayunt. en la prov. de Soria (7 leg.), part, jud. de Agreda (3), aud. terr. y c. g. de Burgos, dióc. de Calahorra (8). sit. al pie de la sierra de Alcarama, con clima destemplado. Tiene 22 casas; la consistorial; una igl. aneja de la de Sta. Maria de San Pedro Manrique. Confina el térm. con los de Acrijos, Navajun, Sarnago y Castillejo: dentro de él se encuentran varias fuentes de buenas aguas, y una ermita (Ntra. Sra. del Monte). El terreno es quebrado, áspero y de mediana calidad: comprende buenos montes poblados de encina y roble. caminos: los locales, y el que conduce á Cervera del Rio Alhama. correo: se recibe y despacha en San Pedro Manrique. prod.: trigo comun, cebada, centeno, avena, algunas legumbres y buenos pastos, con los que se mantiene ganado lanar y cabrio. pobl.: 18 vec., 74 alm. cap. imp.: 8,530 rs. 30 mrs.
(Madoz, 1849, p. 258)

A mediados del siglo XIX este municipio desaparece porque se integra en el municipio de Sarnago.

## Demografía
En el año 1981 contaba con 4 habitantes, concentrados en el núcleo principal, pasando a 2 en 2010, un varón y una mujer.
| Gráfica de evolución demográfica de Valdenegrillos entre 2000 y 2010                             |
|                                                                                                  |
| Población de derecho (2000-2010) según los censos de población del INE a 1 de enero de cada año. |

## Personas notables
- Cástor Marqués, gran ganadero.[7]

## Sociedades
- Asociación de Pueblos de la Alcarama (Sarnago, Acrijos, San Pedro Manrique, Taniñe, Vea, Fuentebella, Valdenegrillos, El Vallejo)